# Kirgel
Der Kirgel ist mit 459,4 m ü. NHN Höhe der südöstlichste Bergausläufer des Mainhardter Waldes bei Gaildorf im nordöstlichen Baden-Württemberg.

## Lage und Umgebung
Der Kirgel erhebt sich etwa 1,3 km südwestlich der Stadtmitte von Gaildorf etwa 120 m über dem Talgrund des nach Nordwesten ziehenden Kochers. Auf seiner Südwestseite läuft der Michelbach (im Oberlauf: Erlenbach) in Richtung Südosten zur untersten Fichtenberger Rot bei Fichtenberg-Mittelrot. Der Kirgel ist Teil eines etwa 5 km langen und schmalen Bergkamms, der sich beidseits stellenweise durch unregelmäßig auskragende Verebnungsflächen im oberen Mittelkeuper verbreitert. Er beginnt im Südosten über der Mündung der Rot in den Kocher bei Unterrot-Arwatal und schlängelt sich in nordwestlicher Richtung bis nördlich von Fichtenberg-Erlenhof, wo er sich am Weißen Sumpf zu einer breiteren Hochfläche weitet.
Der Kirgel ist das südöstlichste Drittel dieses Bergkamms und erstreckt sich vom Hang über Unterrot-Arwatal bis zum kleinen Waldwegpass des Kirgelsattels (ca. 405 m ü. NHN), der in Fortsetzung der Gaildorfer Kernerstraße oberhalb einer kleinen Steige liegt. Nördlich und nordwestlich vom Sattel schließen sich unmittelbar der Kappelesberg (435 m ü. NHN) und der Lehberg (472,6 m ü. NHN) an, denen im weiteren Verlauf noch die Erhebungen Druckele (471,8 m ü. NHN), Lehberg (469,9 m ü. NHN), Ebersberg (485 m ü. NHN) und der schon in den Weißen Sumpf übergehende Haftelswald (um 486,6 m ü. NHN) folgen.
Der genannte Bergkamm ist recht schmal und durch die beidseits in teilweise steilen Klingen angreifende Erosion in mit Sätteln verbundene Einzelerhebungen gegliedert. Der am Kamm weniger als anderswo profilierte Kirgel selbst besitzt drei kleine Gipfel, der südlichste erreicht 457,3 m ü. NHN, auf seiner kleinen, keilförmigen Hochfläche steht ein größeres Wasserreservoir. Etwa 0,3 km nordwestlich davon erreicht ein Zwischengipfel nur 446,1 m ü. NHN. Der mit 459,4 m ü. NHN höchste liegt wieder auf einer diesmal z-förmigen Hochfläche, die danach über etwa 0,4 km langsam zum Kirgelsattel einfällt.
Der gesamten Kammlinie folgt recht nah ein Waldweg, der einige der Gipfel umgeht, die zum Teil nur über Trampelpfade durch Lehmhänge oder Blockschutt zugänglich sind. Im Bereich des Kirgels ist er überall gut gegründet und gangbar.
Fast überall ist der Kirgel wie der gesamte Bergkamm bis wenigstens halb den Hang hinunter mit Wald bestanden. Zwischen dem Gaildorfer Westbahnhof und Fichtenberg-Mittelrot führt der 415 m lange Kappelesbergtunnel der Bahnstrecke Waiblingen–Schwäbisch Hall-Hessental unter dem sich nördlich an den Kirgelsattel anschließenden namengebenden Berg hindurch.

## Geologie
Der Kirgel erhebt sich aus dem Gipskeuper und erreicht auf seinem Kamm meist die Unteren Bunten Mergel, an den zwei kleinen Hochflächen auch den Kieselsandstein, der hier kleine Verebnungsflächen bildet. An der Nordwestspitze nahe dem Kirgelsattel gibt es auf unterhalb 418,2 m ü. NHN auch eine kleine Verebnungsfläche im Schilfsandstein.

## Kernerturm

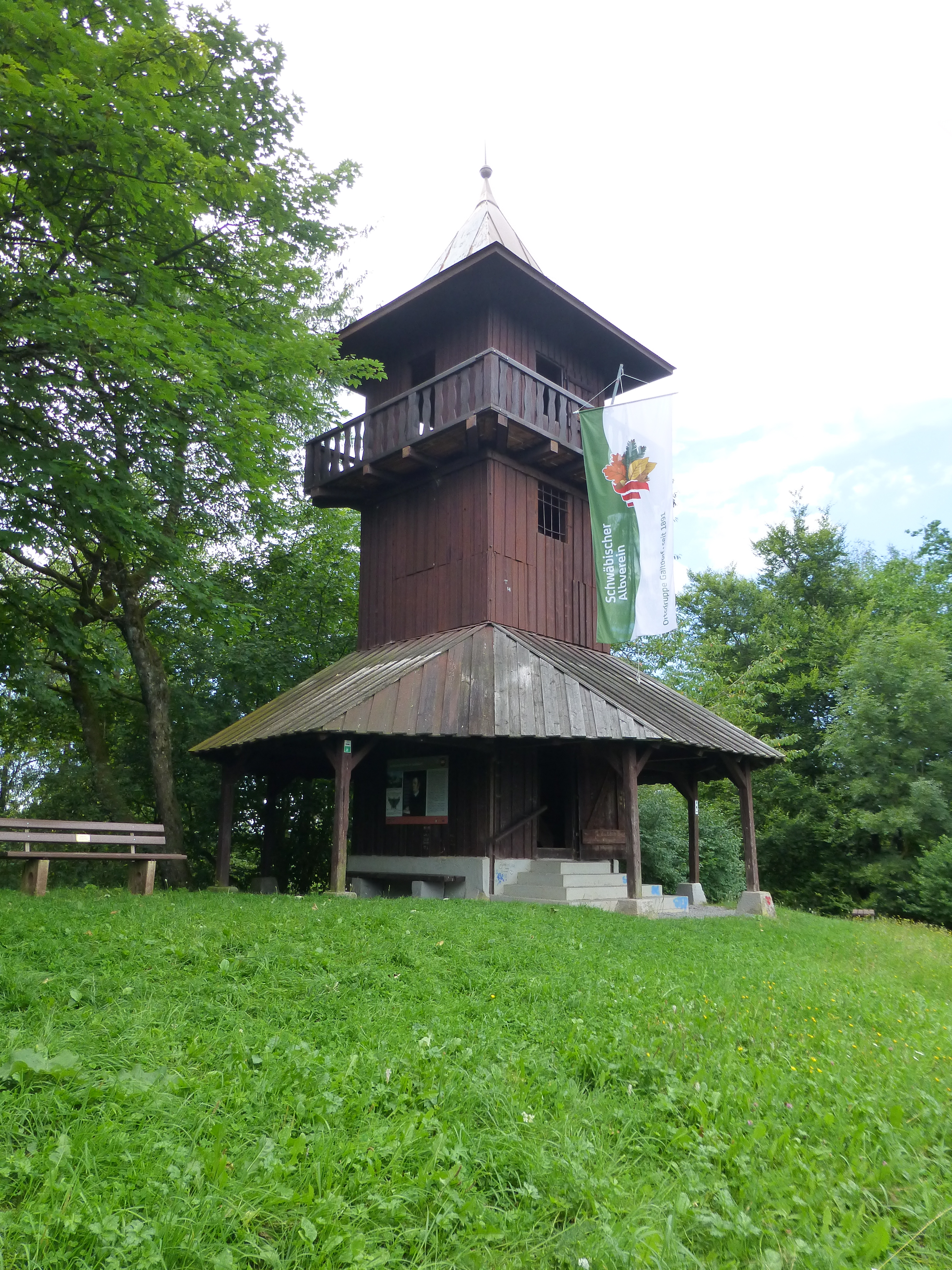
Kernerturm bei Gaildorf

An der Nordseite der z-förmigen Hochfläche steht auf einer 457,5 m ü. NHN hohen Kuppe der hölzerne etwa 12 m hohe Kernerturm. Er wurde 1902 vom Schwäbischen Albverein errichtet und nach dem Dichter und Arzt Justinus Kerner und seinem in Gaildorf geborenen Sohn Theobald Kerner benannt. Ein Nordosthang zur Stadt hinunter wird freigehalten, weshalb man von dort Ausschau halten kann über die Gaildorfer Kocherbucht und auf die sich jenseits erhebenden Limpurger Berge. Zuweilen ist etwa sieben Kilometer im Nordnordwesten auch die Rosengarten-Westheimer Bergkirche im Blickfeld, derzeit (2010) jedoch nicht wegen zu hoher Bäume. Dank einer Rodungsfläche am Waldweg vom Kirgelturm zum Wasserreservoir hat man von einer kleinen Steige dieses Wegs hingegen derzeit Ausblick auf den südlichen Hang des Rottals hinauf zum Welzheimer Wald um Gschwend, im Südsüdosten darüber bei guter Sicht auch auf die Nordspitze der Frickenhofer Höhe.

## Anstiegs- und Wanderwege
Vom Hang des Unterroter Ortsteils Arwatal im Südwesten führt ein unbefestigter Holzabfuhrweg in Serpentinen hoch zum ersten Sattel hinter der Reservoir-Hochfläche, sein Einstieg kann leicht als Grundstückszufahrt missdeutet werden. Etwa an derselben Stelle wie dieser mündet oben der asphaltierte Versorgungsweg zum Wasserreservoir in den Kammweg. Er führt über einen Bogen nach Westen aus dem unteren Arwatal hoch. Der übliche Anstieg jedoch geht über den Kirgelsattel und beginnt auf Gaildorfer Seite hinter den letzten Häusern der Stadt an einem Parkplatz am Waldrand. Im jenseitigen Michelbach-Tal beginnt die andere kleine und kurze Steige zum kleinen Pass in Fichtenberg-Michelbächle.
Der Kirgelsattel ist ein Kreuzungspunkt von Wanderwegen. Ein vom Einkorn über die Kohlenstraße und Gaildorf kommender überquert hier den Bergkamm ins untere Rottal und läuft dann weiter in den Welzheimer Wald zum Hagberg. Quer dazu auf dem Kamm verläuft ein anderer vom Kernerturm bis nördlich von Fichtenberg-Erlenhof, wo er sich aufteilt; ein anschließender Weg in Richtung Westen über Oberrot erreicht den Flinsberg, ein anderer führt nach Nordosten am Steinbühl vorbei nach Rosengarten-Westheim.